# Klutuk (Tambakboyo)
Klutuk is een bestuurslaag in het regentschap Tuban van de provincie Oost-Java, Indonesië. Klutuk telt 2991 inwoners (volkstelling 2010).